# Клодт, Михаил Константинович
Барон Михаи́л Константи́нович Клодт фон Ю́ргенсбург, Клодт 1-й (30 декабря 1832  [11 января 1833], Санкт-Петербург — 16 [29] мая 1902, Санкт-Петербург) — русский живописец-пейзажист из рода Клодт фон Юргенсбург, последователь «демократического реализма», крупная фигура среди петербургских художников времён «великих реформ», педагог. Академик (с 1861) и профессор (с 1864) Императорской Академии художеств, один из членов-учредителей (в 1870) Товарищества передвижников.

## Биография

### Детство и юность
Родился в художественно одарённой семье Клодт фон Юргенсбургов. Его отец, генерал-майор артиллерии Константин Клодт, увлекался гравюрой по дереву, а дядя, Пётр Клодт, был одним из лучших скульпторов России того времени.
Первоначально обучался горному делу в Корпусе горных инженеров, но учёба не нравилась Михаилу, и он часто пропускал занятия. Лишь занятия по рисованию, которые в корпусе вёл Иван Хруцкий, вызывали в нём удовлетворение. Его преподаватель также разглядел в своём ученике будущий талант.

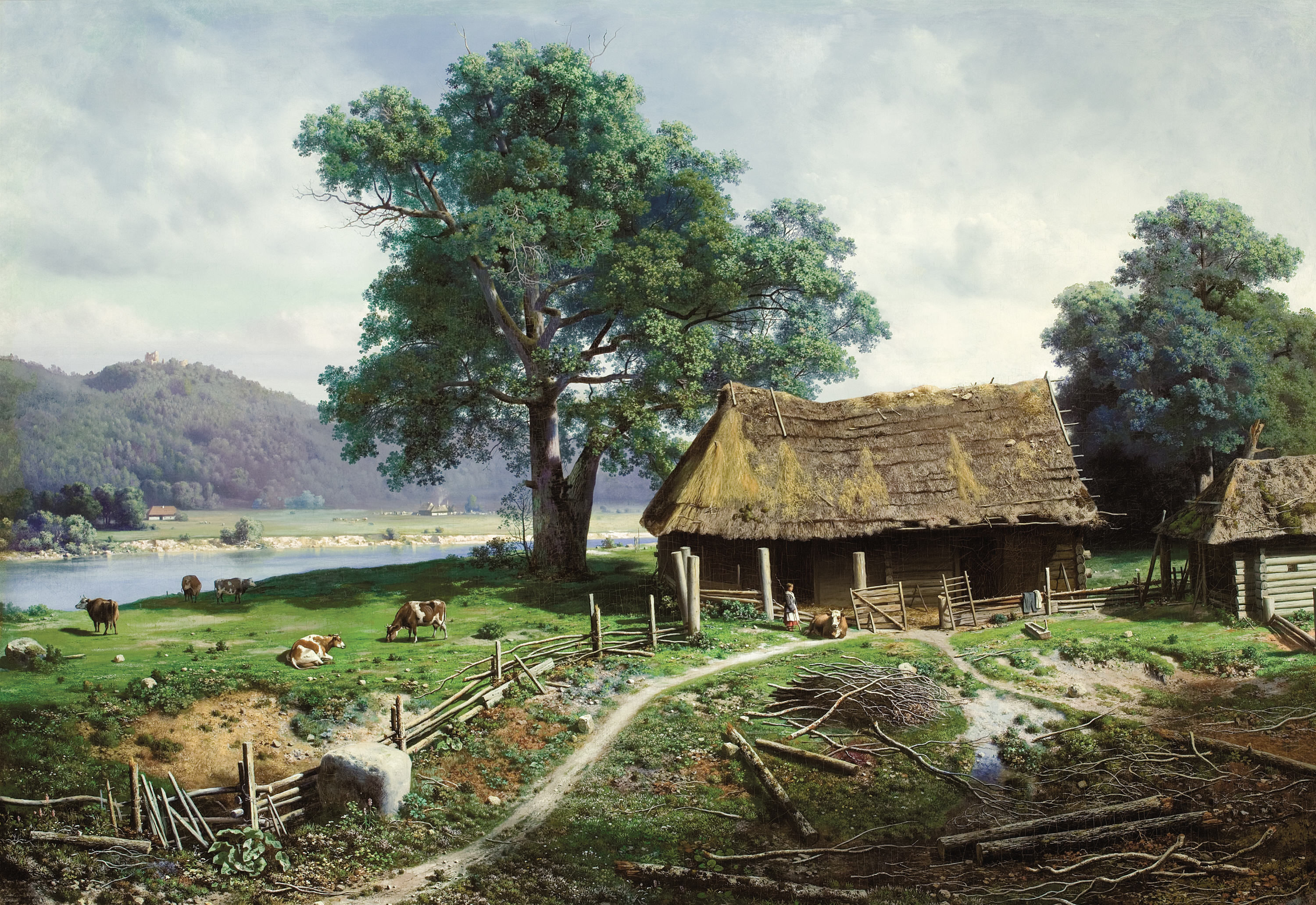
«Вид в имении Загезаль близ Риги» (1858)

В 1851 году в 18 лет поступил в Императорскую Академию художеств, где с большим увлечением проходил обучение в классе Максима Воробьёва, преподававшего пейзажную живопись. В 1853 году за одну из своих ученических работ был удостоен серебряной медали второй степени и стал стипендиатом Общества поощрения художников. По свидетельству летописца семьи Георгия Клодта, молодой художник отказался от стипендии в пользу более нуждающихся художников, и она была передана одному из двух братьев Крейтанов.
В 1855 году был удостоен большой серебряной медали, а в 1857 году за написанную в 1854 году картину «Вид на острове Валаам» ему была вручена малая золотая медаль, а само полотно было выставлено на академической выставке 1857 года и получило хорошие критические отзывы. Иван Крамской писал об этой работе: «…оригинальность Клодта вылилась здесь вполне и окончательно определилась, не изменяясь и впоследствии. Холодная гармония красок, удивительная окончательность и стереоскопический рельеф делают эту картину самой характерной».
После окончания Академии художеств в 1858 году получил звание художника первой степени, а за картину «Вид в имении Загезаль близ Риги» ему была вручена большая золотая медаль и право на поездку за государственный счёт в Европу сроком на три года.

### Европа

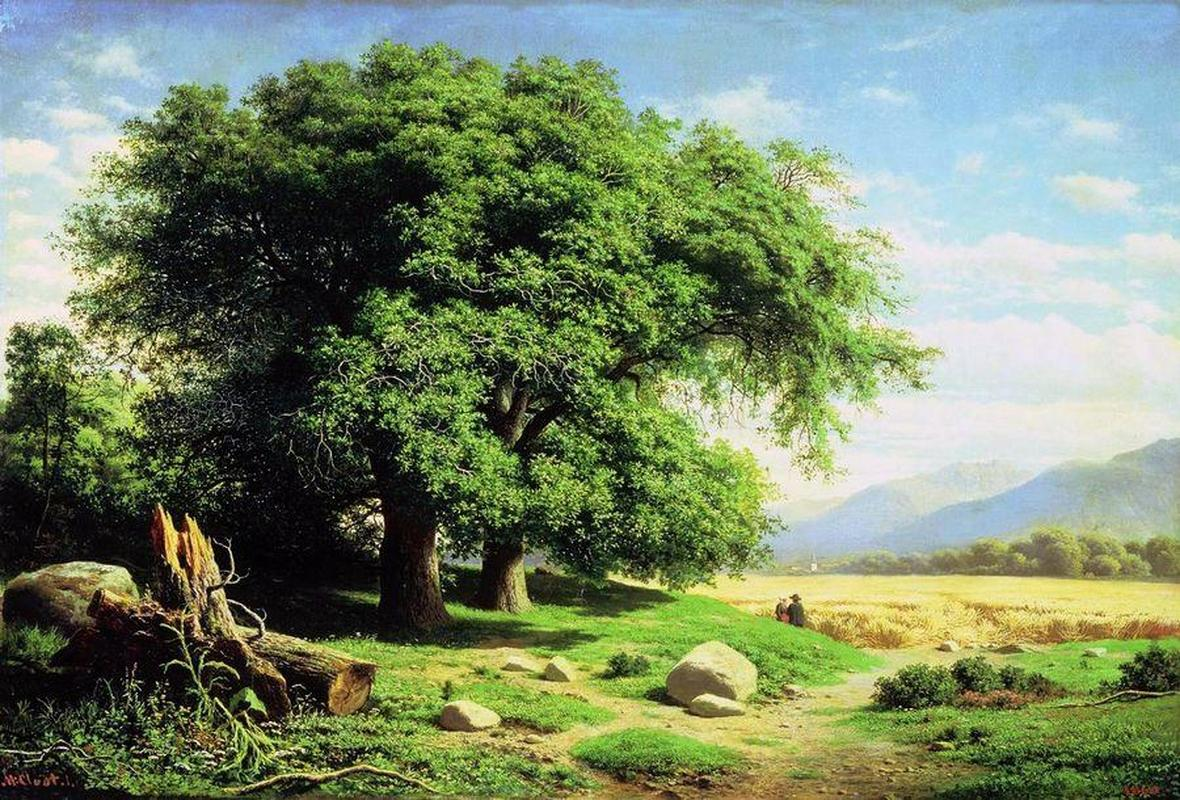
«Вид в Нормандии» (1860)

В мае 1858 года приехал в Швейцарию, где поселился в небольшой гостинице на берегу Женевского озера. Однако швейцарская природа не вдохновляла художника, и вместо плодотворной работы в его творчестве начался спад. Живописец принял решение сменить обстановку и переехал в Париж, рассчитывая, что мировая столица искусств вдохновит его. Во французской столице он познакомился с представителями барбизонской школы — Теодором Руссо, Шарлем Франсуа Добиньи, Камилем Коро, а также встретился со своим двоюродным братом Михаилом Петровичем Клодтом, вместе с которым отправился сначала в Бретань, а затем — в Нормандию. Но и здесь художник не нашёл удовлетворёния — французская архитектура и живопись не произвели на него впечатления, чужая природа не вдохновляла, а французская и швейцарская живописные школы показались ему «неопрятными и неоконченными» и недостойными подражания.
Для отчёта перед Академией художеств живописец написал картины «Баржи на берегу во время отлива. Бретань» (1859) и «Вид в Нормандии» (1860). В 1860 году он написал письмо в Академию с просьбой о разрешении вернуться в Россию и провести остаток трёхлетней командировки, рисуя пейзажи на родине.

### 1861—1870

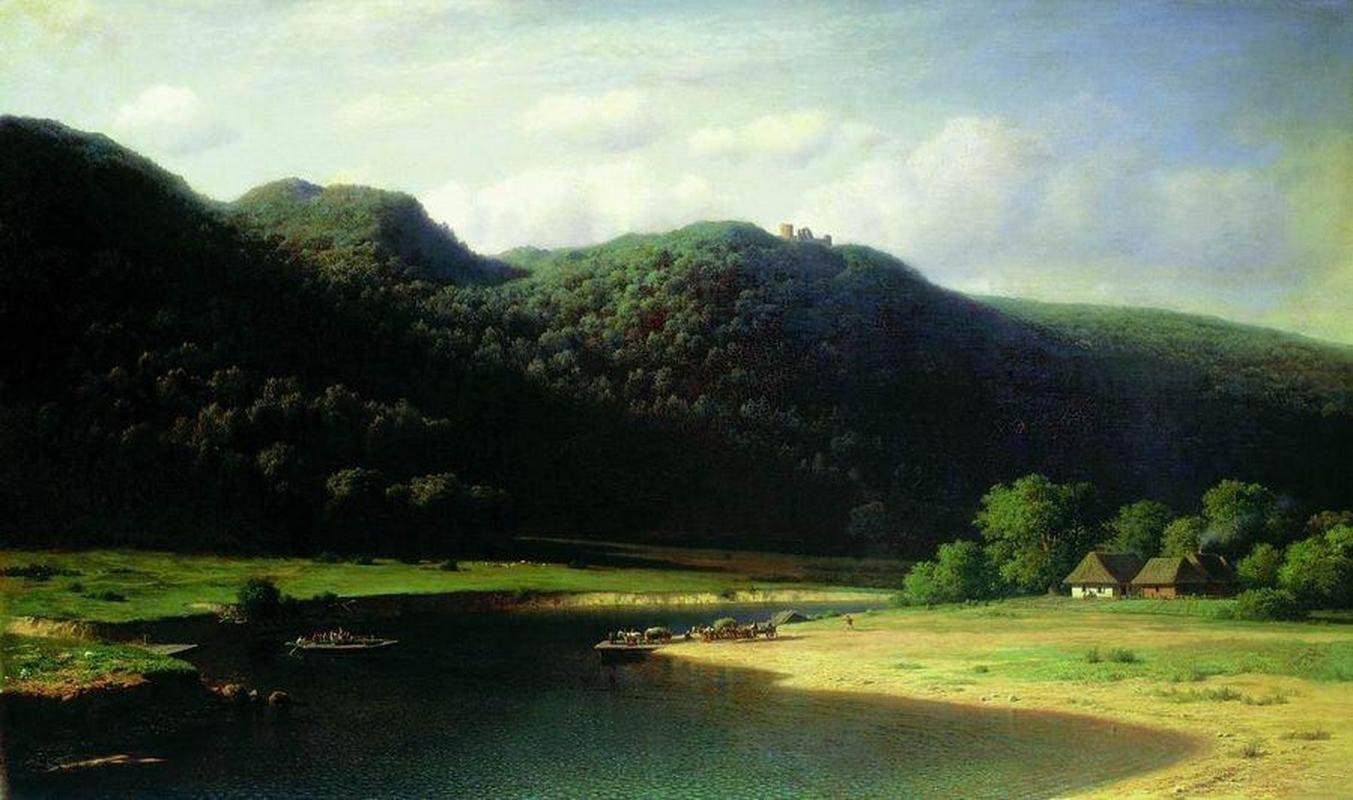
«Долина реки Аа в Лифляндии» (1862)

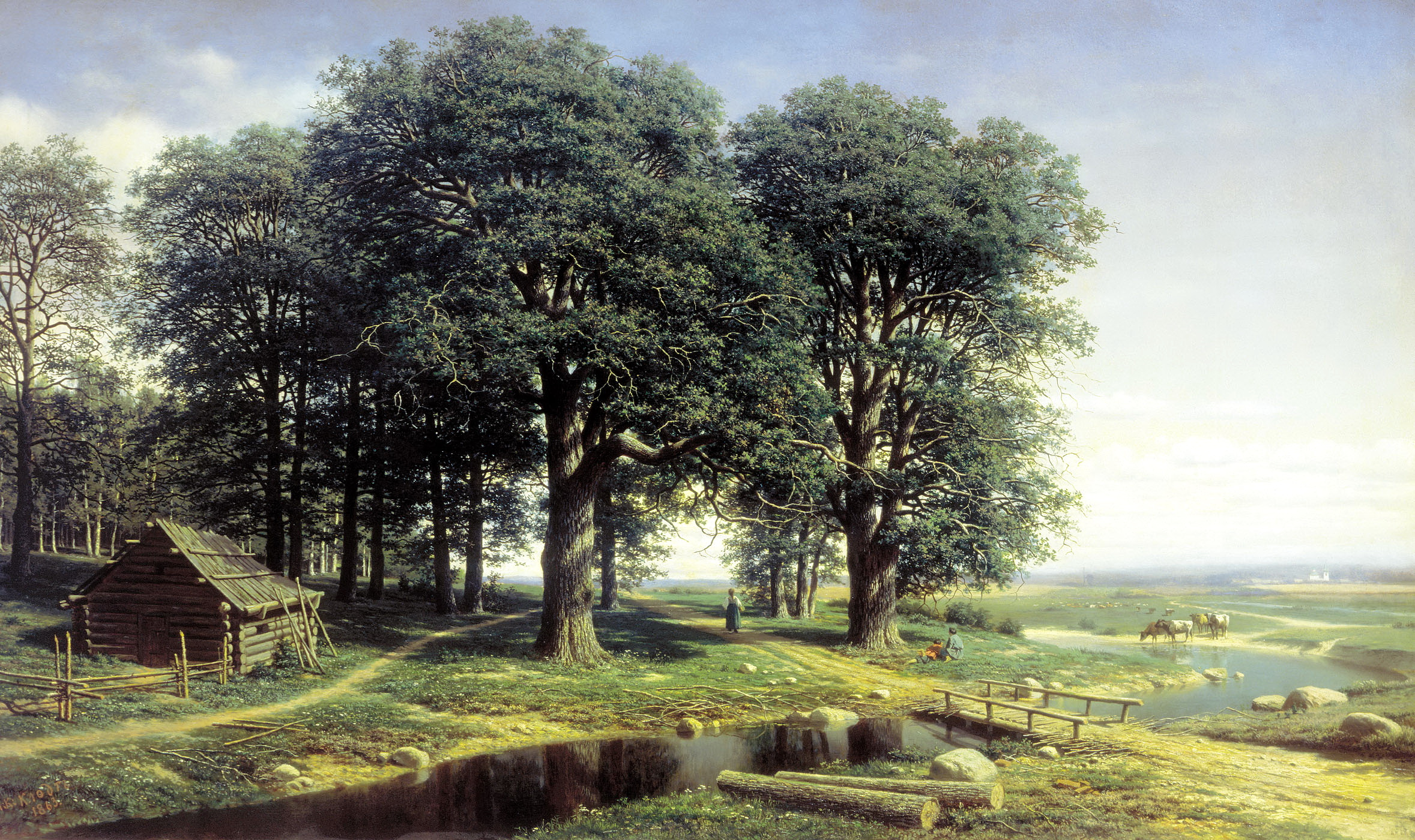
«Дубовая роща» (1863)

Получив официальное разрешение от Академии, в январе 1861 года Михаил Клодт вернулся в Россию. Академия художеств разрешила продолжить ему творческое путешествие уже в России и даже продлила ему срок пенсионерства. Летом того же года он познакомился с Елизаветой Михайловной Станюкович, дочерью адмирала Михаила Станюковича и сестрой начинающего писателя Константина Станюковича, и сделал ей предложение, но получил отказ. На фоне неудачи в любовных делах Клодт впал в депрессию, но вскоре, по настоянию родных, женился на Елизавете Гавриловне Владимирцовой.
По результатам поездки в Европу, Клодт в рамках академических канонов в сочетании с романтическими мотивами написал картины «Вид в долине реки Аа в Лифляндии», «Баркасы на берегу во время отлива. Бретань» и «Ночной вид в Нормандии. Рыбаки». За эти работы в 1862 году Михаил Константинович получил звание академика и продление срока пенсионерства ещё на один год.
Летом 1863 года художник вместе с женой был приглашён погостить у родственников в Мценском уезде Орловской губернии. Здесь Михаил Константинович обрёл душевную гармонию и нашёл богатый материал для своих работ. Кроме Орловской губернии он путешествовал по Тульской и Смоленской губерниям, где написал ряд русских пейзажей. Среди его успешных работ этого периода — картины «Дубовая роща» (1863), «Большая дорога осенью» (1863), «Вид в Орловской губернии» (1864). Полотно «Большая дорога осенью» с изображением типичного неброского русского пейзажа — низко нависшим над равниной небом с тяжелыми дождевыми облаками, дорогой, представляющей собой сплошную унылую чёрную хлябь, и застрявшей крестьянской телегой на ней без всякой надежды выбраться, — приносит Клодту популярность среди современников. За картину «Вид в Орловской губернии» живописец в 1864 году получил звание профессора, а следовательно, право на преподавание в Академии художеств, но штатной должности для него на тот момент не нашлось.

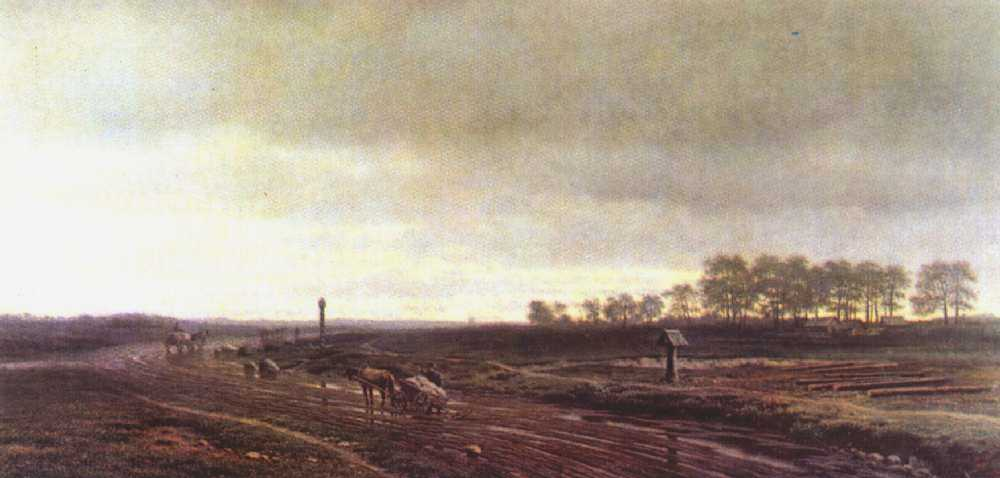
«Большая дорога осенью» (1863)

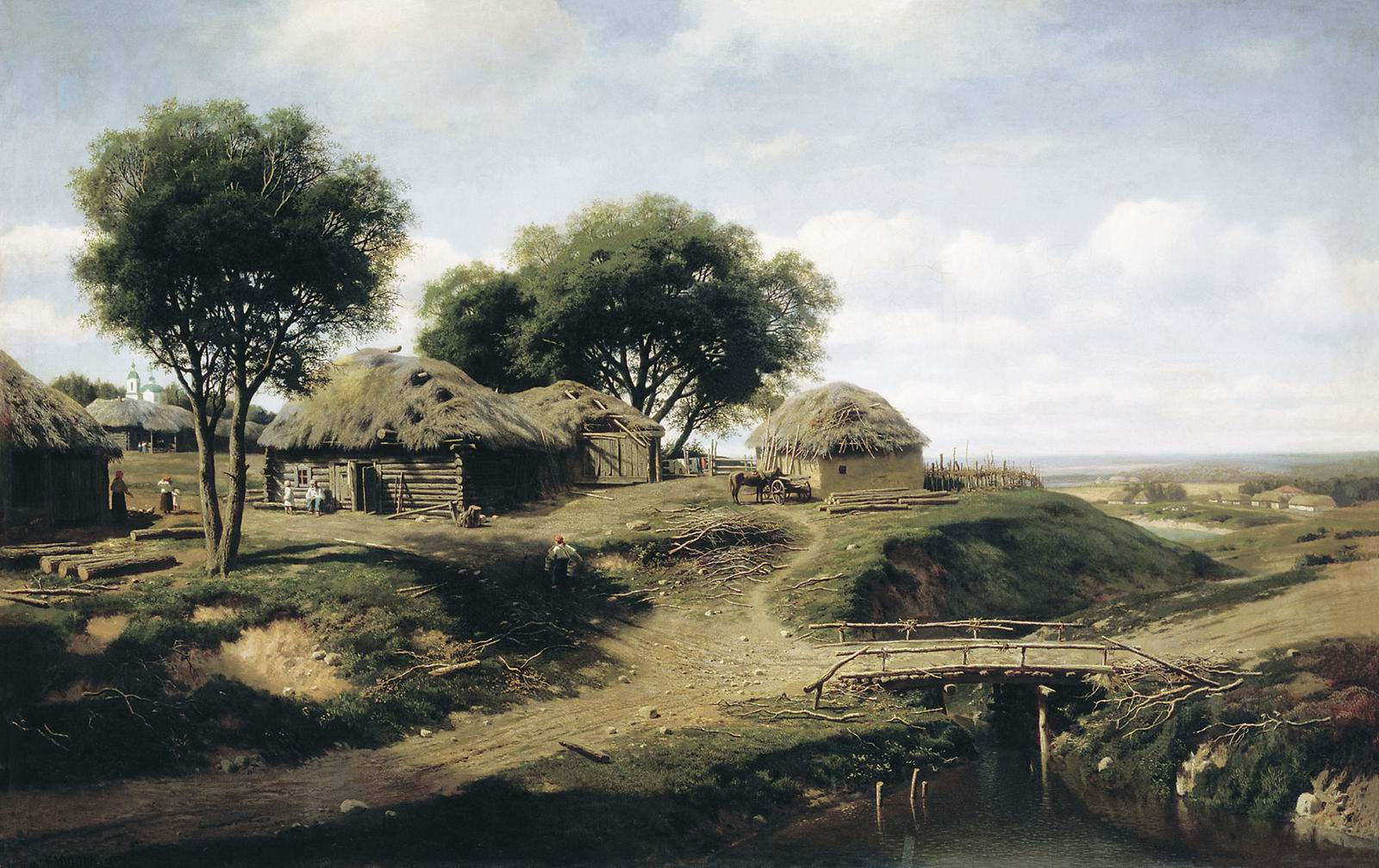
«Село в Орловской губернии» (1864)

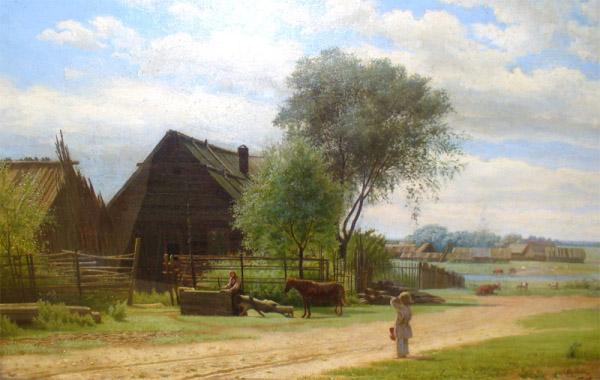
«Русская деревня» (1867)

9 декабря 1863 года в семье Клодтов родился сын Борис. Ребёнок родился очень слабым. Кроме того, жена художника Елизавета Гавриловна также тяжело заболела, болезнь прогрессировала, и в декабре 1865 года она умерла. А вскоре после неё скончалась мать Михаила Клодта.
Весной 1866 года снова уехал на Орловщину, где много работал. По возвращении в Санкт-Петербург, овдовевший Михаил Константинович повторно сделал предложение Елизавете Михайловне Станюкович и на этот раз получил согласие. В январе 1867 года они обвенчались, а в ноябре того же года у них родился сын Пётр. В этот период Клодт создал множество полотен, среди которых «Лучи солнца», «Русская деревня», «Закат солнца в Орловской губернии» (1867), «Аллея в березовой роще» (1867).
В конце 1860-х годов был уже состоявшимся художником, имевшим свой взгляд на искусство и узнаваемый почерк. Для его работ характерны реализм изображения, безукоризненный рисунок со скрупулёзной проработкой деталей, мастерство перспективных решений, строгость и стройность композиции, способность присутствием человека «одушевить» природу. Ему присуща тщательность в прорисовке объектов переднего плана и обобщенность в отдалённых планах и неба с облаками. Такая точность в написании мелких деталей требовала больших усилий и много времени на создание полотна. Добиваясь её, художник иногда переписывал картину несколько раз. В обзоре Академической выставки 1867 года Владимир Стасов писал:

Клодт, на мой глаз, — один из самых характерных наших пейзажистов. Его упрекают иногда в некоторой сухости, щепетильной мелочности, слишком рабском подражании натуре, но мне кажется, уже лучше это, чем размашистая ложь и фантастические выдумки большинства наших пейзажистов. Не знаю, что можно сравнить с его Осенью, а потом и с Закатом солнца, выставленных на нынешней выставке. Все это очень и очень далеко от Соррентов, видов на Чёрное море и т. п., которыми обыкновенно нас потчуют ландшафтные живописцы. И слава Богу! Клодт ищет только схватить русскую природу во всей её неказистости, без всякой претензии на парад и золотом шитый мундир, без чего другие пейзажисты не представляют себе природу. Но зато сколько истинного, глубокого наслаждения приносят его правдивые картины.

К наилучшим из его картин, написанных с 1869 по 1870 год, принадлежат следующие картины: 1) Коровы в болотистой речке (полдень) (приобретена князем Паскевичем); 2) Дорога во ржи-«Возвращение крестьян с работ» (вечер) (куплена г. Башмаковым); 3) Дорога через березовую рощу (полдень) (приобретена графом Строгановым); 4) Дорога с идущим обозом (осень) (приобретена г. Френкелем, в Варшаве); 5) Стадо на воде (полдень) (приобретена великим князем Николаем Николаевичем); 6) Сосновая роща (по заказу князя Кочубея); 7) Вид в Тульской губернии (вечер) (приобретена г. Глаголиным); 8) «Пахарь» (полдень) (приобретена г. Паскевичем); 9) Березовый лес (полдень) (по заказу г. Эстерейха); 10) Роща при реке; 11) Вид деревни в Смоленской губернии; 12) Вил деревни с возвращающимся с поля стадом; 13) «Коровы пьют на берегу»; 14) Лесок с пасущимися коровами, и 15) Вид в Смоленской губернии.— Клодт М. К. Некролог
Несмотря на успехи на живописном поприще, финансовое положение Клодта оставалось тяжелым, что было связано с его неумением удачно продавать свои картины.

### Организация товарищества передвижников

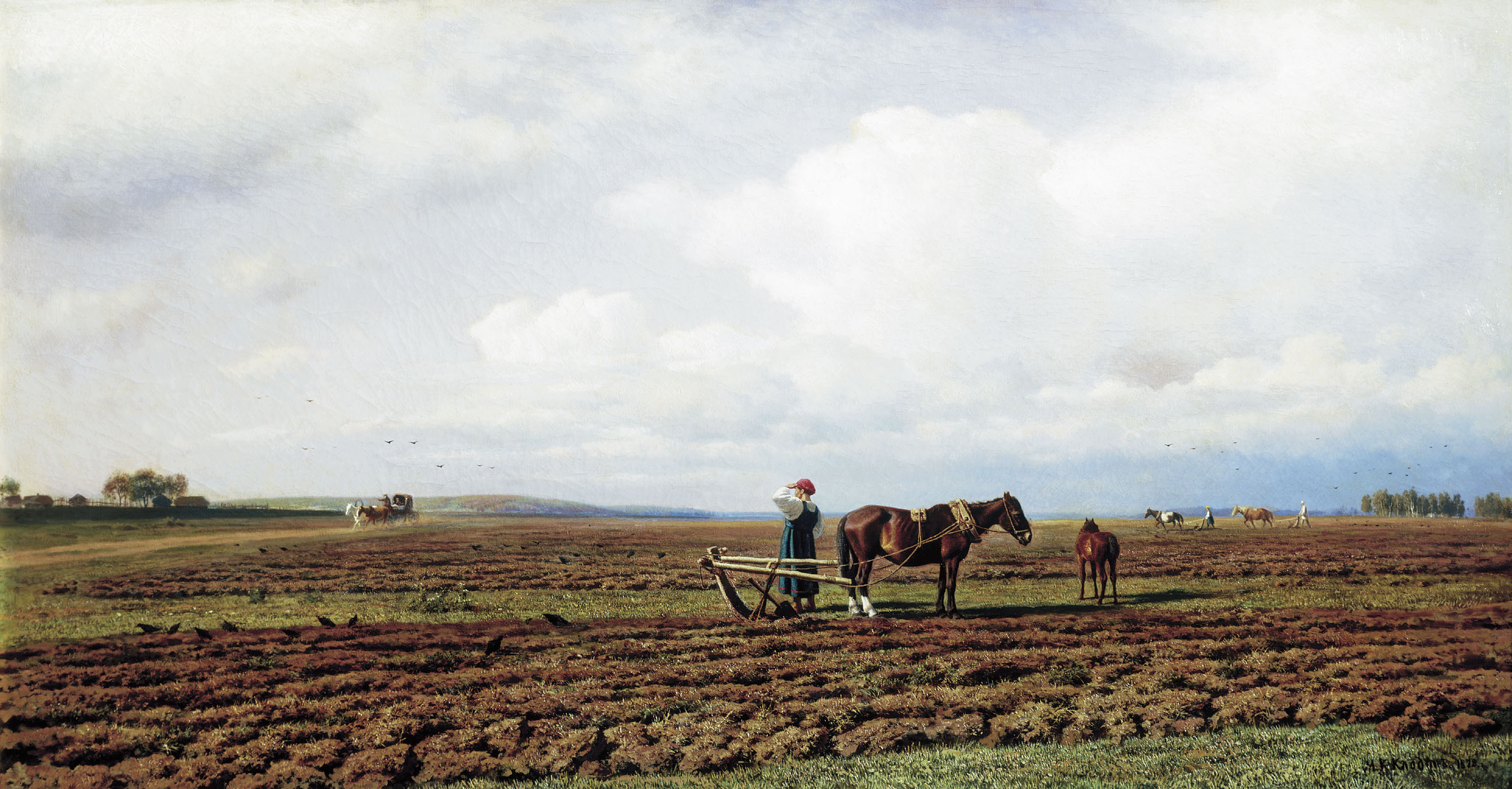
«На пашне» (1872)

В декабре 1870 года было избрано первое правление Товарищества передвижных выставок, в состав которого вошёл и Клодт, и следующее десятилетие его жизни связано с работой товарищества, которое очень быстро стало крупным центром художественной жизни в России. Тесное общение художника с членами общества способствовало укреплению в его творчестве реалистических тенденций и развитию интереса к темам и образам сельской России.
На первой выставке передвижников, открытой 29 ноября 1871 года в здании Академии художеств в Санкт-Петербурге представил две работы: «Полдень» и «Вид в Киеве, из сада Г. Муравьева». На выставке также был представлен и портрет самого Клодта работы Ивана Крамского. Критики того времени отмечали, что лучшими пейзажами на выставке явились работа Алексея Саврасова «Грачи прилетели» и картины Клодта.

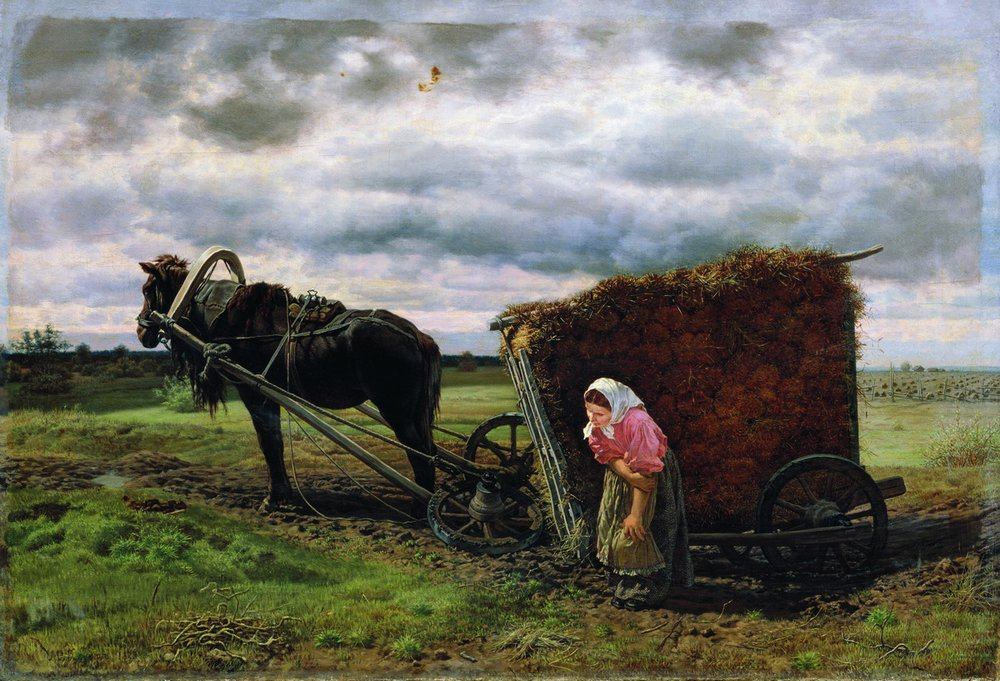
«Крестьянка у сломанной телеги со льном» (1873)

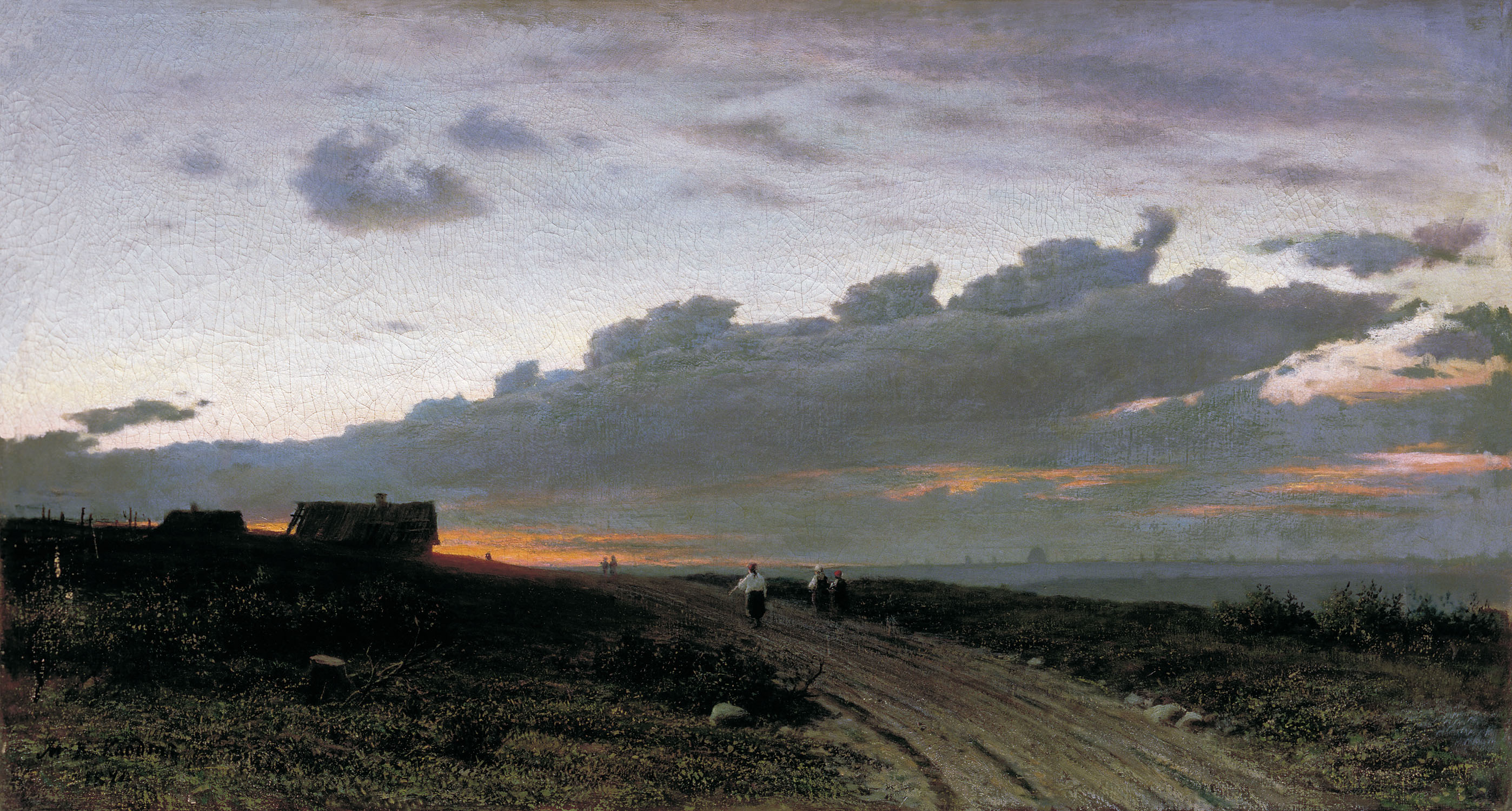
«Вечерний вид в деревне. Орловская губерния» (1874)

На второй выставке передвижников была выставлена работа Клодта «На пашне», которая вызвала невольные ассоциации с одноимённой работой Алексея Венецианова, однако художнику удалось изобразить образ природы с поистине эпической широтой не только по содержанию, но и по выразительным средствам. Изобразив в незатейливом сюжете небо, землю, знойный летний полдень, крестьянку, ненадолго оторвавшуюся от работы, чтобы рассмотреть приближающуюся по дороге бричку, Клодт передал символ бесконечно обновляющейся жизни. Наряду с картиной А. К. Саврасова «Грачи прилетели», это полотно стало одним из живописных символов России. Картина была куплена прямо с выставки Павлом Третьяковым в свою коллекцию и в настоящее время находится в постоянной экспозиции Третьяковской галереи. Впоследствии, в 1873, 1879 и 1881 годах, написал ряд повторений полотна для различных российских музеев.
В 1873 году был зачислен в Академии на профессорский оклад (с 1871 года числился в Академии сверхштатным преподавателем «без содержания»), что значительно улучшило его финансовое положение. В Академии он, вместе с Алексеем Боголюбовым и Сократом Воробьёвым, создал класс пейзажной живописи и до введения нового временного устава Академии в 1894 году являлся членом её совета. Клодт отнёсся к преподавательской деятельности так же добросовестно, как и к написанию пейзажей, и уделял своим студентам много времени и усилий. Некоторые из его учеников впоследствии стали известными художниками, работающими в разных направлениях — пейзажисты Николай Дубовской и Юлий Клевер, маринист Александр Беггров и другие. В то же время в развернувшемся в это время в русской художественной среде конфликте вокруг Василия Верещагина, Клодт не поддержал профессорский состав Академии и встал на защиту баталиста. В целом в этот период на фоне противостояния Академии и Товарищества положение художника выглядело двойственно — обе стороны стороны считали его «предателем» своего дела.
В течение этого периода ежегодно совершал творческие поездки по стране и создал серию полотен, которые вошли в золотой фонд русского пейзажа. Его работы, такие как «Крестьянка у сломанной телеги со льном» (1873), «Вечерний вид в Орловской губернии» (1874), «Рожь» (1877), «Коровы на водопое» (1879), кроме интереса к пространственным эффектам, содержат попытку в обобщённой форме показать своеобразие и неповторимость русского пейзажа, эмоционально окрашенного присутствием человека. В это же время под воздействием творчества Ивана Шишкина в работах Клодта возрастают эпические мотивы в написании русской природы («Лесная даль в полдень»).

### Разрыв с передвижниками

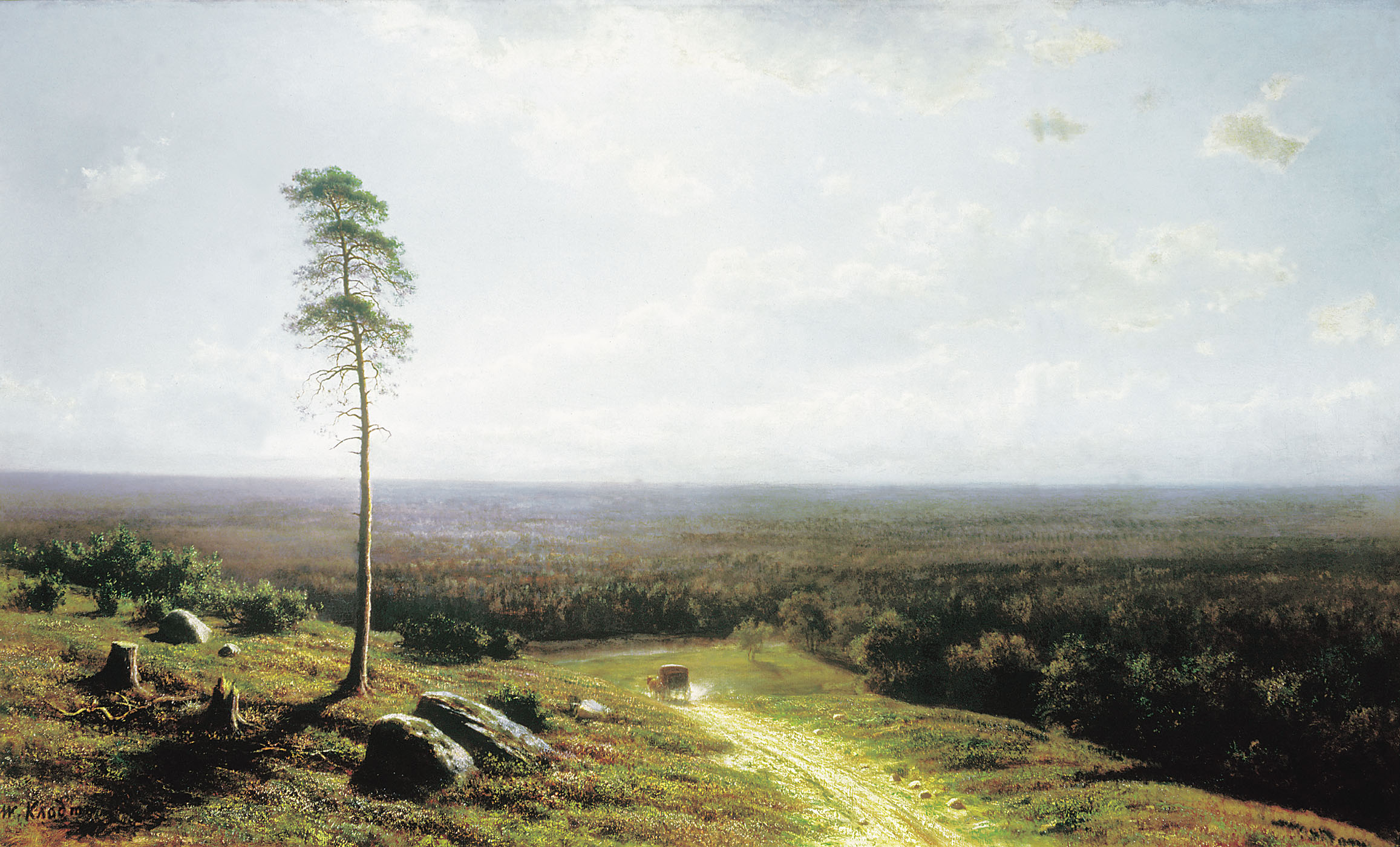
«Лесная даль в полдень» (1876)

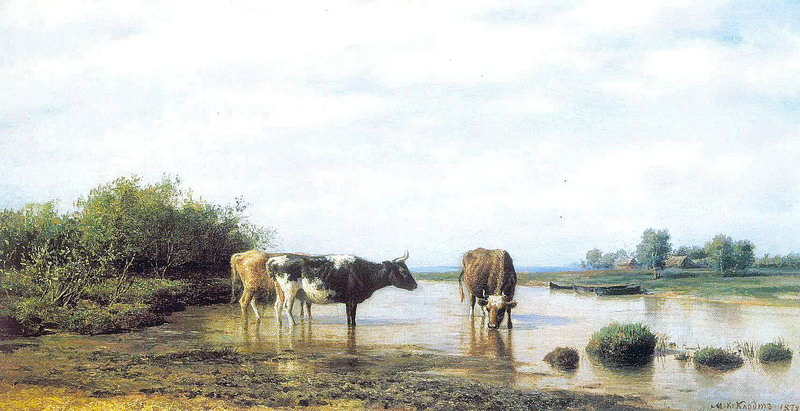
«Коровы на водопое» (1879)

В конце 1870-х годов развёлся с женой, а в 1880 году у художника возник конфликт с другим членом Товарищества передвижников, Архипом Куинджи, вследствие которого оба покинули общество. На V Передвижной выставке Куинджи выставил свой пейзаж «Украинская ночь», восторженно воспринятый критиками, но получивший достаточно холодные оценки в художественном сообществе. 21 марта 1879 года на общем собрании Товарищества передвижных художественных выставок в ревизионную комиссию были избраны Архип Куинджи и Михаил Клодт, и тогда же, вскоре после закрытия выставки, в газете «Молва» за подписью «Любитель» появилась статья, в которой автор отказывал Куинджи в истинном таланте и утверждал, что суть его живописи лишь в особом освещении, которым живописец злоупотребляет, где только может. Вскоре выяснилось, что автором статьи в газете является Михаил Клодт. Куинджи потребовал исключить Клодта из Товарищества, а не добившись желаемого, покинул его сам. Вскоре после этого Клодт получил письмо от члена правления Николая Ярошенко, в котором тот высказал мнение, что статья написана Михаилом Константиновичем не из любви к искусству и желания поиска истины, а из-за личных мотивов, мелкого самолюбия, зависти и недоброжелательства к Куинджи. В ответ 3 января 1880 года Михаил Клодт подал прошение исключить его из рядов Товарищества, впрочем, решив продолжить участвовать в его выставках в качестве экспонента. Последней серьёзной работой художника до выхода из Товарищества стала картина «На пашне в Малороссии», которая была показана на выставке 1879 года. В самый разгар этих бурных событий Михаил Клодт получил ещё один сильный удар — умер его отец.
В этот же период им написана небольшая работа «Коровы на водопое» (1879) с аккуратно выписанными фигурами животных. Пейзажи Клодта всегда характеризуются пристальным вниманием к природе и одновременно её лирическим восприятием. Критик В. В. Стасов называл художника «живописцем поэтических сельских настроений».
Работы Михаила Клодта неоднократно экспонировались на Всемирных выставках в Париже (1867, 1868), Лондоне (1872), Вене (1873), Филадельфии (1876).

### Последние годы

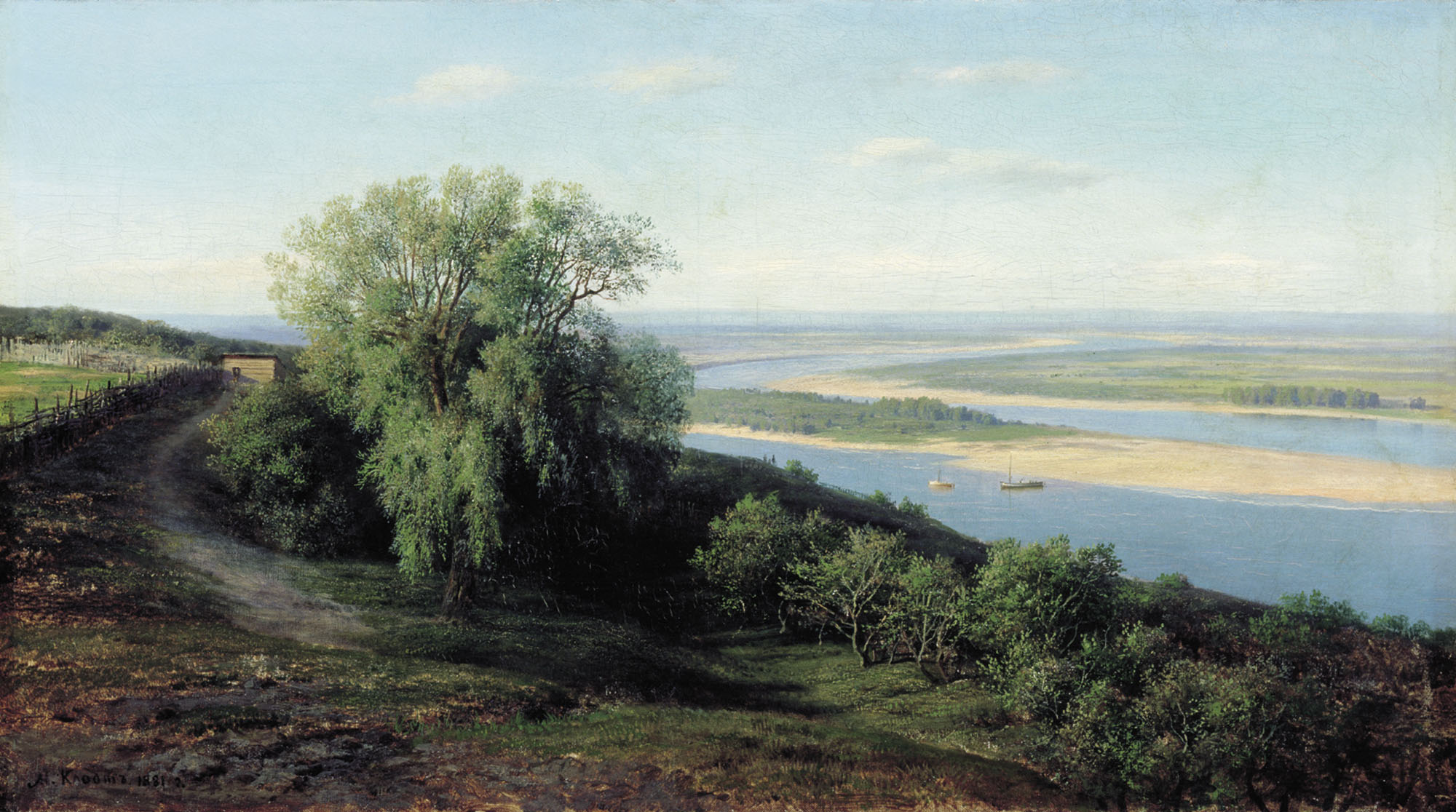
«Волга под Симбирском» (1881)

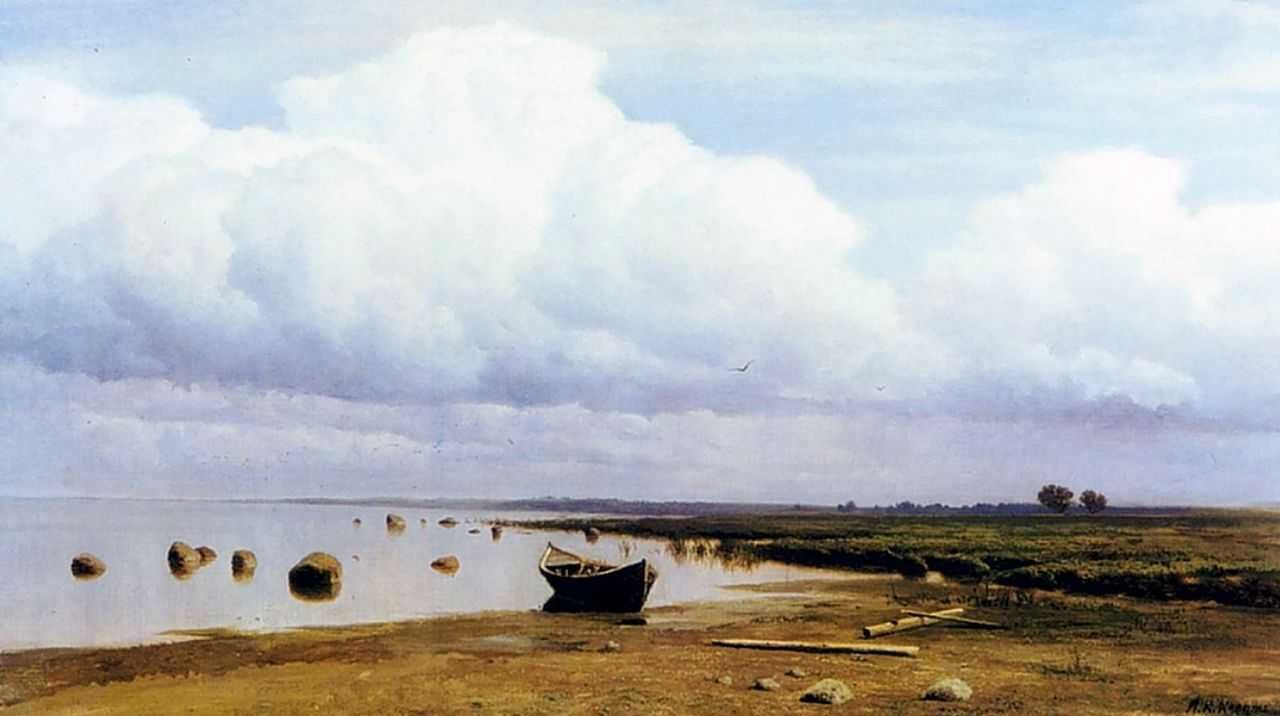
«Берег Финского залива» (до 1902)

После оставления Товарищества передвижников художник продолжил путешествовать по России и создавать новые произведения. Из его работ этого периода интересны «Волга под Симбирском» (1881) и «Прибрежье» (1885). Постепенно его здоровье ухудшалось, начались проблемы со зрением, художника стали беспокоить головные боли. По мнению одних авторов, вскоре у него развилось психическое расстройство — по вечерам он стал «слышать голос», по мнению других — страдал алкоголизмом. На занятия в Академию он стал приходить неопрятным, в мятой и грязной одежде. В 1886 году он был уволен с профессорской должности в академии с оставлением за штатом, а в 1894 году — уволен окончательно с назначением ему небольшой пенсии. Служебное жильё, предоставленное Академией, он был вынужден вернуть, и вместе с сыном от первого брака Борисом жил в снятой внаём небольшой квартире на Коломенской улице. Борис Михайлович умер в 1899 году. Имя самого Михаила Клодта в последний раз было упомянуто в 1897 году в связи с юбилейной выставкой передвижников. О последних годах его жизни практически ничего не известно. Архивные документы в виде судебных выписок и исполнительных листов свидетельствуют, что он находился в нужде и был вынужден занимать деньги у разных людей.
Скончался 16 (29) мая 1902 года в Петербурге; был похоронен 22 мая на Смоленском лютеранском кладбище.

## Семья
Первый брак: Елизавета Гавриловна Владимирцова. Дети:
- Борис.

Второй брак: Елизавета Михайловна Станюкович, дочь адмирала Михаила Станюковича и сестра писателя Константина Станюковича. Дети:
- Пётр Михайлович, барон Клодт фон Юргенсбург (с 24 марта 1916 года — Красинский) (13.11.1867, Санкт-Петербург — 1920, Севастополь) — капитан 1-го ранга (30.7.1915), командир канонерской лодки «Грозящий» и транспортного судна «Волхов», помощник командира 1-го флотского экипажа (1913—1917).